# Erysimum ibericum
Erysimum ibericum är en korsblommig växtart som först beskrevs av Johannes Michael Friedrich Adam, och fick sitt nu gällande namn av Dc. Erysimum ibericum ingår i släktet kårlar, och familjen korsblommiga växter. Inga underarter finns listade i Catalogue of Life.